# David Oelhoffen
David Oelhoffen (1968) es un director de cine y guionista francés. Su debut cinematográfico Reencuentro estrenada en la Semana Internacional de la Crítica del Festival Internacional de Cine de Cannes de 2007. Su siguiente trabajo fue Lejos de los hombres, basada en el relato corto El invitado de Albert Camus y protagonizado por Viggo Mortensen y Reda Kateb. Fue exhibida en el Festival Internacional de Cine de Venecia de 2014 donde recibió tres premios.

## Filmografía
- Le Mur (1996) – corto
- Big Bang (1997) – corto
- En mon absence (2001) – featurette
- Sous le bleu (2004) – corto
- Reencuentro (Nos retrouvailles) (2007)
- Lejos de los hombres (Loin des hommes) (2014)
- En los bosques de Siberia (Dans les forêts de Sibérie) (2016)
- Enemigos íntimos (Frères ennemis) (2018)

## Premios y distinciones
Festival Internacional de Cine de Venecia
| Año  | Categoría                 | Película             | Resultado |
| ---- | ------------------------- | -------------------- | --------- |
| 2014 | Premio SIGNIS             | Lejos de los hombres | Ganador   |
| 2014 | Mejor película Venezia 71 | Lejos de los hombres | Ganador   |
| 2014 | Premio Interfilm          | Lejos de los hombres | Ganador   |